# Culture sélective des plantes
La culture sélective des plantes, ou sélection végétale ou amélioration des plantes, est le processus par lequel l'être humain modifie une espèce végétale. Cette sélection peut avoir différents buts, dont l'adaptation à un usage agricole ou l'élaboration de variétés décoratives pour l'horticulture. Les critères visés sont divers et dépendent de l'utilisation finale de l'espèce ciblée; du point de vue agronomique il s'agit généralement d'améliorer la productivité, de modifier le goût, les qualités nutritionnelles, l'apparence ou encore la résistance aux maladies et aux insectes ravageurs…
La sélection des végétaux est une pratique apparue il y a environ 10 000 ans, simultanément à la domestication des espèces végétales, les premiers agriculteurs cueillant les graines des plantes semblant les plus intéressantes pour eux, et semant d'une année sur l'autre les semences issues des plus « belles » plantes.

## Historique de la sélection végétale
La première sélection remonte à 10 000 ans avec la domestication. L'homme a toujours utilisé, sans même s'en rendre compte, la sélection massale.
Par la suite, divers travaux ont fait considérablement avancer les choses :
- 1676 : découverte du rôle des organes reproducteurs ;
- 1845 : premier travaux sur l’hybridation du maïs par Henri Lecoq ;
- 1863 : premières hybridations entre espèces par Charles Naudin ;
- 1865 : début de la sélection généalogique grâce à Louis l’Evêque (Louis de Vilmorin) en démontrant l’intérêt de la sélection sur la descendance de la betterave ;
- 1866 : lois de Mendel ;
- 1902 : découverte de la totipotence des cellules par Gottlieb Haberlandt ;
- 1908 : base de la sélection des hybrides sur maïs par Shull ;
- 1912 : première sélection de blé par la méthode Bulk par Nilsson ;
- 1933 : premières variétés de maïs hybride sont cultivées aux États-Unis ;
- 1935 : première carte génétique de certains gènes du maïs par Emerson ;
- 1939 : nouvelle méthode, SSD (single seed descent), appliquée sur le blé par Golden ;
- 1950 : technique de la culture in vitro (multiplication végétative sur la pomme de terre par Morel et Martin) ;
- 1953 : Watson et Crick arrivent à décrire la structure de l’ADN ;
- 1970 : Prix Nobel de la paix pour Norman Borlaug, père de la Révolution verte pour ses travaux sur les variétés semi-naines de blé
- 1975 : premier hybride de tournesol obtenu par stérilité mâle génétique ;
- 1977 : découverte du transfert de gène sur bactérie par Joseph Schell ;
- 1983 : développement de la PCR par Kary Mullis, première plante transgénique obtenue à partir du tabac grâce à des équipes belge et américaine ;
- 1985 : première variété de blé issue de la technique d’haplodiploïdation ;
- 2000 : séquençage du génome sur une brassicacée (arabidopsis thaliana) ;
- 2002 : séquençage du génome du riz.

## Domestication
La domestication des plantes est un processus de sélection artificielle menée par l'homme afin d'accentuer certains caractères intéressants et d'en amoindrir d'autres, non-désirés et présents chez les plantes sauvages. Il a été estimé que cette pratique date d'entre 9 000 à 11 000 ans. Beaucoup de plantes cultivées aujourd'hui sont le résultat de la domestication effectuée il y a 5 000 ans dans l'Ancien Monde et il y a 3 000 ans dans le Nouveau Monde. Aujourd'hui, la plupart de notre alimentation provient de variétés domestiquées.
.
Une variété cultivée de plante qui a évolué par rapport aux populations sauvages à cause des pressions sélectives des cultivateurs traditionnels est appelée cultivar. Les cultivars, qui peuvent être le résultat des conditions naturelles (écotypes) ou de la domestication, sont des plantes qui conviennent particulièrement à une région ou à un environnement donné : par exemple parmi les différents cultivars du riz, la sous-espèce Oryza sativa indica, qui a été développée en Asie méridionale, alors que la sous-espèce Oryza sativa japonica a été développée en Chine.

Les espèces cultivées dont il n'existe pas d'homologues sauvages sont appelées cultigènes.
Les notions proches de celle de cultivar sont pour les animaux les sous-espèces, variétés et races.

## Sélection

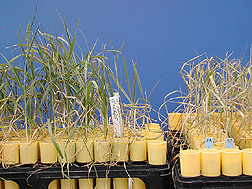
Sélections de plants de blé

L'amélioration des plantes se fait généralement par sélection ainsi que par le croisement éventuel de différentes variétés, suivie de sélections. Le patrimoine génétique des espèces sélectionnées se retrouve donc dans la variété créée, qui peut combiner des avantages de ses différents « ancêtres ». Ce processus de sélection est long (il faut plusieurs années pour élaborer une nouvelle variété). Il nécessite aussi de disposer d'une importante « bibliothèque » de variétés ; en particulier les variétés sauvages peuvent apporter des solutions à l'apparition de nouvelles maladies, c'est pourquoi il est primordial de conserver cette biodiversité.
La sélection des plantes peut se faire de façon très structurée, mais a existé ou existe toujours aussi de façon informelle.

### Objectifs
Un programme de sélection méthodique et raisonné vise en général à améliorer une variété pour des objectifs donnés. Il permet de caractériser la variété idéale, l'idéotype, que les sélectionneurs souhaitent créer. La définition des objectifs est donc un point crucial dans les programmes de sélection. Une fois les objectifs définis, le programme se déroule sur plusieurs années, de 7 à 25 ans, période durant laquelle l'équipe qui réalise ce programme devra poursuivre les mêmes objectifs.

### Schéma de sélection
Le sélectionneur part des variétés existantes et de sa connaissance de leurs caractéristiques.
Il existe deux grands types de végétaux, les plantes autogames, qui sont autofécondes et les plantes allogames, à fécondation croisée. De nombreuses espèces (comme le colza) ont des régimes de reproduction intermédiaires, ou dits mixtes (taux d'allofécondation compris entre 10 et 90 %) et les espèces dites autogames ont en général un taux d'allofécondation non nul (0,5 % < t < 10 %). Ces modes de reproduction conduisent à des schémas de sélection différents qui produiront l'un de ces types variétaux : lignée pure, hybride F1 ou variété population.

### La biodiversité, une notion primordiale pour la sélection végétale
La biodiversité est essentielle pour le sélectionneur et la baisse de la diversité au niveau des espèces cultivées est un problème d'actualité. Garder d'anciennes espèces permet par exemple d'utiliser un caractère que l'on avait jugé inintéressant jadis, mais qui devient désirable à la suite des évolutions de l'agriculture. De plus, croiser une lignée pure (appauvrie génétiquement) avec une ancienne variété permet de redonner de la vigueur à la plante (c'est l'effet hétérosis). Pour limiter le phénomène d'appauvrissement lié à la sélection végétale, il faut conserver un maximum de variétés. Deux solutions sont possibles :
- la conservation in situ (au champ, dans des réserves, afin de conserver les plantes dans le milieu naturel). Mais avec cette méthode les populations de plantes peuvent évoluer rapidement, surtout s'il s'agit d'espèces à fécondation croisée ;
- la conservation ex situ (banques de gènes avec des collections de graines, des cultures de tissus…). Les variétés conservées doivent être renouvelées régulièrement pour que les plantes restent viables. Cette méthode permet d'obtenir une meilleure stabilité des populations conservées par rapport au type initial.

### Protection légale des obtentions
Afin de protéger les droits de l'obtenteur et lui permettre de financer de nouvelles recherches, l'obtention d'une nouvelle variété peut être protégée de la copie sans versement de droits par un certificat d'obtention végétale.

## Méthodes
Selon les objectifs recherchés, il y a différents types de sélection. Ceux-ci se complètent bien souvent.

### La sélection massale
C'est la plus ancienne. C'est une méthode simple et peu coûteuse : on choisit les plantes qui semblent les plus intéressantes dans une population (meilleurs épis, meilleurs fruits, etc.), puis on utilise leurs graines comme semence pour la culture suivante. Ceci est fait de génération en génération ce qui permet d'augmenter la valeur moyenne de la population.
La sélection massale ne peut s'appliquer dans toutes les situations (exemple : expérience de Johannsen en 1903). D'autres limites sont plus évidentes : si le caractère souhaité ne s'extériorise pas chez la plante ou que le caractère est peu héritable, cette sélection ne fonctionne pas. Entre deux étapes de sélection, les recombinaisons génétiques se font naturellement, sans aucun contrôle humain. Les plantes sélectionnées présentent par conséquent une certaine hétérogénéité: elles ne sont ni strictement identiques à celles de la génération précédente, ni strictement identiques entre elles. Elles ne constituent donc pas une variété au sens de la définition de l'UPOV.

### La sélection récurrente
Avant Louis de Vilmorin, la sélection était essentiellement entre populations, l'unité de sélection était la population ; ce sont les meilleures populations qui étaient commercialisées ou échangées entre agriculteurs ; il y avait bien une sélection à l'intérieur des populations (cas du maïs, avec les foires aux plus beaux épis aux USA), mais elle ne pouvait pas être très efficace.
En 1859, Louis de Vilmorin a introduit la sélection au niveau individuel (intrapopulation), avec la notion de test de descendance qui chez les céréales autogames a conduit très vite à une purification des populations par la création de variétés lignées pures (démonstration claire faite plus tard par Johanssen, 1903, chez le haricot). Il fallait donc croiser entre elles les meilleures lignées pour régénérer de la variabilité génétique et réunir dans un même génotype des caractères présents dans des génotypes différents, d'où la sélection généalogique à partir de croisements (introduite en fait par Henry de Vilmorin, fils de Louis). Des lignées complémentaires sont croisées entre elles, et par sélection au cours des générations d’autofécondation, on espère isoler de nouvelles lignées transgressives, c’est-à-dire ayant réuni plus de gènes favorables que le meilleur des deux parents. Le grand nombre de gènes favorables à réunir fait que cela ne peut se faire que progressivement, d’où la continuité observée du progrès génétique pour les caractères complexes (polygéniques).
L'amélioration récurrente d'une population est la répétition (d'où l'adjectif récurrente) de cycles de sélection suivie d'une recombinaison génétique de la descendance des meilleures plantes ou meilleures lignées (donc le terme de « sélection récurrente » est presque impropre puisqu'il oublie la moitié du processus). La « sélection récurrente » n'est pas une sorte de sélection massale ou de sélection généalogique ou autre, car l'étape de sélection peut utiliser la sélection massale ou la sélection généalogique éventuellement précédée par une fixation par descendances successives mono-graines. Souvent la sélection récurrente est présentée comme une autre possibilité que la sélection généalogique, mais cette opposition est erronée comme expliqué précédemment). Le plus simple est de dire qu'une population (qui sera améliorée par des cycles récurrents de sélection-recombinaison génétique) remplace une ou, de fait, plusieurs populations F2 (issues du croisement de deux parents homozygotes). La différence fondamentale qui distingue une population dite « récurrente » (facilité de langage pour indiquer qu'elle sera améliorée par processus récurrent) et une population F2 est que la seconde ne sera pas améliorée et disparaîtra du schéma d'amélioration génétique suivi dès l'extraction de lignées F3. Cette différence est fondamentale car elle conduit à des modes de sélection (pression de sélection et effectif retenu) très différents.
L'amélioration populationnelle récurrente est la méthode de choix pour travailler sur des caractères dont le déterminisme génétique est polygénique et/ou sur une série de caractères (même monogéniques) dont l'ensemble est polygénique. Autrement dit, l'amélioration populationnelle récurrente est la toujours la meilleure méthode
La sélection récurrente consiste d’abord à remplacer la population F2 (issue du croisement de deux parents et d’une autofécondation de la F1, cas d’une espèce autogame) ou S1 (issue du croisement de deux parents et d’une allofécondation de la S0, cas d’une espèce allogame) par une population récurrente. Cette population est issue du croisement de plus de deux parents (depuis 4, pour une population récurrente à base génétique étroite, à plusieurs dizaines pour une population récurrente à base génétique large). Un gène de stérilité male est en général utilisé pour que les fécondations croisées se fassent spontanément au champ (donc non contrôlées) et non manuellement. Une sélection massale ou généalogique (souvent sur lignées de demi-frères descendant de la récolte de plantes mâle-stériles) est effectuée dans cette population et les descendances des plantes ou lignées sélectionnées sont semées et recombinées par récolte des plantes male-stériles, ceci pour l’amélioration récurrente de la population (cycles successifs de sélection et de recombinaison). Par ailleurs, quelques descendances entrent dans le processus de sélection-fixation pour l’obtention, finalement, de variétés. Cette sélection-fixation peut se faire par l’utilisation initiale de la sélection massale, ou la fixation par haplo-diploïdisation ou par descendances unipares, puis, ou directement, par sélection généalogique. Le terme de « sélection récurrente » ne s’oppose donc pas à ceux de « sélection massale» ou « généalogique », puisque la sélection récurrente peut être soit généalogique, soit massale.

### La sélection généalogique
La sélection généalogique aussi appelée autofécondation en filiation, se caractérise par le fait que la sélection des lignées a lieu pendant leur fixation à l'état homozygote. Ce type de sélection débute par le croisement de deux plantes (parents) dont les caractères sont jugés intéressants et complémentaires. Les plantes issues de ce croisement sont hétérozygotes pour un grand nombre de gènes et présentent une forte variabilité de phénotype. Elles sont autofécondées afin de produire des plantes dont le niveau d'hétérozygotie est moins grand, au sein desquelles le sélectionneur choisit les meilleurs individus. Le cycle autofécondation-sélection est répété pendant 4 à 5 générations. Les plantes issues de ce processus sont ensuite autofécondées et testées pendant 4 générations afin de produire des lignées fixées.
Une fois le croisement des deux parents de lignée pures et l’obtention de l’hybride F1. La sélection généalogique revient à sélectionner, stabiliser au fur et à mesure des années la variété par autofécondation. La sélection est dite généalogique car les graines de chaque plante choisie à une génération sont récoltées séparément pour être ressemées l’année suivante en descendances individualisées. Lors de cet étapes, et pour chaque nouvelle génération les graines ou plantes ne présentant pas les caractères groupés des variétés parents sont éliminées. Cette technique d’épuration à chaque génération d’autofécondation permet de réunir plus de gènes favorables que le meilleur des deux parents.
Cette méthode est imprécise du fait que la sélection est réalisée sur des plantes qui présentent un taux d'hétérozygotie important, et elle entraîne une perte rapide de variabilité génétique. C'est pourquoi elle est très efficace pour des caractères très héritables, c'est-à-dire peu influencés par le milieu, mais peu efficace pour les caractères peu héritables.

### La méthode Bulk
La méthode bulk (de l'anglais pour « volume » ou « en vrac ») est également appelée sélection généalogique différée car dans cette méthode, la sélection a lieu après fixation des lignées.
De même que pour la sélection généalogique, on croise deux parents complémentaires ensuite autofécondées mais aucune sélection n'est effectuée à ce niveau. Les autofécondations sans sélection sont répétées sur 4 à 5 générations au total, ce qui permet d'obtenir des lignées fixées. La sélection n'intervient qu'ensuite, selon un processus analogue à celui utilisé en sélection généalogique si ce n'est qu'il est appliqué à des lignées fixées.
Cette méthode est peu coûteuse, permet d'étudier un grand nombre de croisements, plus efficace que la sélection généalogique pour des caractères peu héritables car la variabilité génétique diminue moins vite mais il n'est pas exclu que des plantes potentiellement intéressantes disparaissent naturellement pendant les étapes d'autofécondation sans sélection, ce qui peut introduire un biais dans le processus de sélection. Il est possible de combiner la méthode bulk et la méthode généalogique.

### La sélection par filiation monograine ou «Single Seed Descent (SSD)»
(juin 2023).
Sa qualité peut être largement améliorée en utilisant un vocabulaire plus directement compréhensible.
Cette méthode ressemble à la méthode bulk dans la mesure où la sélection des lignées intervient après leur fixation. La différence avec la méthode bulk réside dans le fait que l'on étudie ici la descendance de graines prises individuellement à chaque étape d'autofécondation.
De même que la méthode bulk, la sélection par filiation monograine permet de limiter la perte de variabilité génétique, ce qui la rend efficace pour des caractères peu héritables. L'avantage de la filiation monograine par rapport à la méthode bulk est que le risque de biais par sélection naturelle pendant les premières étapes de fixation des lignées est limité. Cette méthode permet aussi de gagner du temps : il n'est pas nécessaire d'attendre la maturité de toutes les graines d'une plante puisqu'une seule graine suffit.
La fixation génétique par descendances successives mono-graines est moins coûteuse que la fixation par obtention d’haploïdes doublés (en équipement, notamment). Sa gestion est très simple et elle est aussi conduite en contre-saison. Il n'y a aucun risque de perdre des descendances, cette la croyance venant du nom de la méthode. Pratiquement, il est prélevé une panicule ou un épis par du matériel à fixer. Ensuite, il est semé, par exemple, 5 graines (par sécurité sui perte due quelque plantes durant le cycle de culture), le reste étant gardé comme sécurité (si perte totale lors du cycle de culture). Donc pas de risque de perte de matériel avec cette double sécurité « ceinture et bretelles ». Ensuite, une seule panicule ou un seul épis est récolté sur chaque mini-ligne ou poquet de 5 graines et utilisé pour le cycle suivant. Toutes les panicules ou tous les épis sont récoltés sur chaque mini-ligne ou poquet de 5 graines pour l'utilisation de la lignée en création variétale (Vales, 2021) [Vales M. 2021   Fijación genética de líneas (FGL). Fitomejoramiento eficiente, Parte 1, Módulo 6, Versión 1. https://tubedu.org/videos/watch/e44e78e6-caa6-4b5f-bfb9-6c8274f2a82a]
Documento pdf relacionado con este video:
Parte 1 - Modulo 5 - v1 - FGL https://cloud.degoo.com/share/1CJJJZlF8hQwCM-Vh0ZP_Q

### Amélioration des lignées existantes

#### Rétrocroisement
Un caractère intéressant, tel que la résistance aux maladies, la tolérance au stress, la stérilité, l'amélioration de critères de qualité, peut être présent dans une plante mais pas dans les lignées élites à la base des variétés commerciales. Le sélectionneur va chercher à créer une lignée identique à la lignée élite, mais possédant en plus ce caractère. Pour obtenir ce résultat, le sélectionneur procède par rétrocroisement, (en anglais back-cross).
Pour cela, il réalise une série d'hybridations entre la lignée receveuse ou élite, et la lignée donneuse du caractère. Les descendants sont ensuite croisés pendant plusieurs générations par la lignée receveuse ou récurrente. Ceci permet d'augmenter la part de la lignée élite dans le fonds génétique des descendants, tout en veillant à conserver le caractère intéressant par élimination des individus n'ayant pas le caractère désiré. Le résultat du rétrocroisement est l'obtention d'une lignée convertie, c'est-à-dire quasiment identique à la lignée élite receveuse, mais contenant en plus le caractère désiré.

##### La génétique du rétrocroisement
Les descendants issus du premier croisement possèdent 50 % du patrimoine génétique de la lignée élite et 50 % du patrimoine du donneur. Lors des back-cross suivants, la proportion du génotype élite augmente, les individus obtenus au deuxième back-cross sont 75 % élite et 25 % donneur. Au bout du 6e back-cross, la part de la lignée élite est de 98,44 %, on estime alors que la lignée obtenue est suffisamment proche de la lignée élite. On tend vers l'obtention d'une lignée isogénique, en ne différant de la lignée élite que par un seul gène.

#### Manipulations génétiques
Depuis quelques années, industriels et laboratoires réussissent à contourner la sélection et le croisement en introduisant directement des gènes jugés « intéressants » dans le patrimoine génétique de la plante grâce à des techniques biomoléculaire de transgenèse et plus récemment à des techniques dites d'édition génomique (Gene editing). Ces techniques permettent d'élaborer des plantes présentant des caractères « inédits », respectivement grâce à la possibilité d'incorporer des gènes d'espèces totalement étrangères et à la possibilité de modifier in situ le génome de l'organisme (en effectuant des couper-collés de fragments d'ADN via des techniques de manipulation du génome plus récemment développées pour arriver au même résultat mais sans insérer de gènes étrangers. C'est ainsi que récemment des entreprises ont pu créer des plantes tolérantes à des herbicides rien qu'en manipulant leur génome,. Des plantes dites « transgéniques » peuvent être destinées à l'alimentation ou à produire des molécules (à usage industriel, médical…).
Les plantes génétiquement modifiées sont controversées, notamment dans un contexte où le public manque d'information objective.

### Hybridation de première génération
L'hybridation en première génération ou hybride F1 est une technique très répandue pour obtenir des semences et plants ayant des hautes performances. On bénéficie ainsi de la vigueur hybride ou hétérosis, ainsi que d'autres caractères éventuellement comme la stérilité des produits[réf. nécessaire]. Les plants obtenus ne sont pas dans ce cas destiné à être employés à nouveau pour produire la génération suivante. Il ne s'agit donc pas à proprement parler de culture sélective.